# Cláudio Boeckel
Cláudio Boeckel es un director de televisión brasileño. Fue parte del equipo de dirección de la novela Fina Estampa e Imperio ambas de Aguinaldo Silva.

## Trabajos como director
- 2017 - A Força do Querer
- 2014 - Imperio
- 2013 - Gaby Estrella
- 2011 - Fina Estampa
- 2011 - Lara com Z
- 2009 - Cinquentinha
- 2007 - Dos caras
- 2006 - Cobras & Lagartos
- 2005 - Bang Bang
- 2004 - Señora del destino
- 2003 - Kubanacan
- 2002 - Corazón de estudiante
- 2001 - Malhação